# 刘述 (元朝)
刘述，字继先，保定容城县人，元朝政治人物。
刘述世为儒家，高祖父刘琮，曾祖父敦武校尉、臨洮府录事判官刘昉，祖父奉议大夫、中山府录事刘俣，其父刘秉善，金朝贞祐年建南迁。叔父刘国宝，兴定年间进士中第，官至奉直大夫、枢密院经历。1232年，刘述北归，一心求学，精通性理之说，喜欢高声吟咏。中统初年，左三部尚书刘肃宣抚真定，征召他为武邑县令，后来因病辞归。四十岁没有儿子，叹道：“上天如果真让我没有儿子就算了，有儿子必令他读书。”其子劉因出生的当晚，刘述梦见神人在马上载着一个孩子至其家，对他说：“好好养他。”醒来孩子出生，起名为骃，字梦骥，后改名因，字梦吉。